# Melissa Tancredi
Melissa Palma Julie Tancredi (Ancaster, Ontário, 27 de dezembro de 1981) é uma futebolista canadense que atua como atacante, medalhista olímpica. 

## Carreira
Melissa Tancredi é uma das grandes atacantes do futebol feminino, ela fez parte do elenco medalha de bronze em Londres 2012 e nas Olimpíadas do Rio 2016.